# Kiribati en los Juegos Olímpicos de Tokio 2020
Kiribati estuvo representado en los Juegos Olímpicos de Tokio 2020 por tres deportistas, dos hombres y una mujer, que compitieron en tres deportes.
Los portadores de la bandera en la ceremonia de apertura fueron el halterófilo Ruben Katoatau y la yudoca Kinaua Biribo. El equipo olímpico kiribatiano no obtuvo ninguna medalla en estos Juegos.